# René Bosise
 René Bosise Bongoli  (né à Mbandaka le 21 novembre 1963) est un homme politique de la République démocratique du Congo. Député national, il est élu de la circonscription d'Ikela dans la province du Tshuapa de 2019 à 2024,,,.

## Biographie
René Bosise Bongoli est né à Mbandaka le 21 novembre 1963, élu député national dans la circonscription électorale d'Ikela dans la province de Tshuapa, il est membre du regroupement politique AFDC-A.